# Aérodrome de l'île d'Yonaguni
L'aéroport de Yonaguni (与那国空港, Yonaguni Kūkō) , (code IATA : OGN • code OACI : ROYN) est un aéroport de troisième classe situé à Yonaguni, district de Yaeyama, préfecture d'Okinawa, au Japon. 

## Histoire

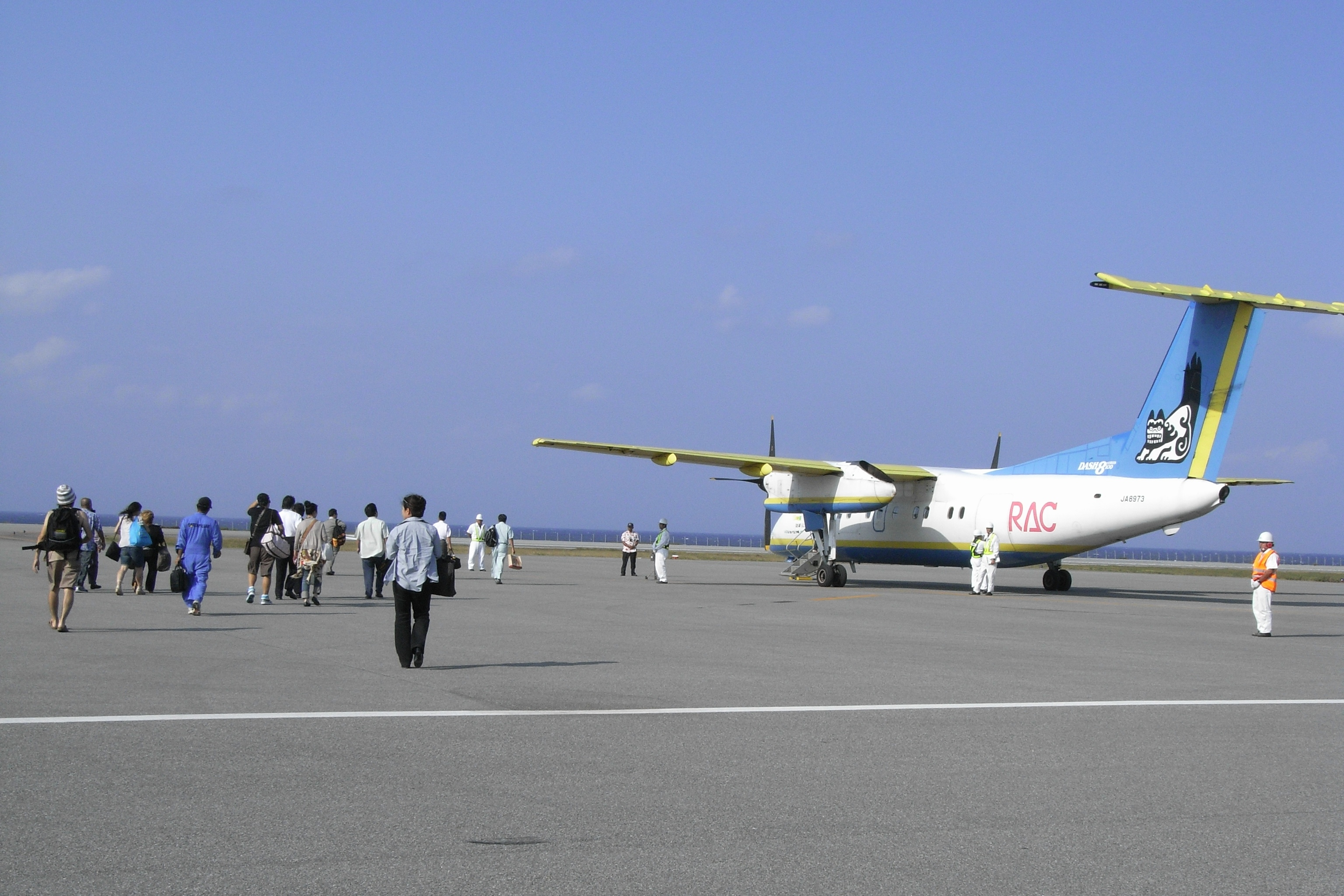
Ryukyu Air Commuter Bombardier Dash 8 Q100 à l'aéroport de Yonaguni

L'aéroport a ouvert ses portes en 1943 à des fins militaires et est devenu un aéroport civil en 1957. La desserte internationale a commencé en 2007 avec un vol charter vers / depuis Taipei opéré par Uni Air, puis avec un autre vol vers Hualien, Taiwan opéré par TransAsia Airways l'année suivante. 

## Situation
| Naha Aguni Ishigaki Kitadaito Kume Minami-Daito Shimojishima Miyako Tarama Yonaguni Futenma Kadena |

## Compagnies aériennes et destinations

### Passager
| Compagnies                                         | Destinations                      |
| -------------------------------------------------- | --------------------------------- |
| Japan Transocean Air                               | Ishigaki-Painushima               |
| Japan Transocean Air opéré par Ryūkyū Air Commuter | Ishigaki-Painushima, Okinawa-Naha |

Édité le 07/01/2020

## Statistiques
Pour des raisons techniques, il est temporairement impossible d'afficher le graphique qui aurait dû être présenté ici.

Voir la requête brute et les sources sur Wikidata.